# Campeonato Mundial de Natação em Piscina Curta de 2022 - 200 m borboleta feminino
A prova dos 200 metros nado borboleta feminino do Campeonato Mundial de Natação em Piscina Curta de 2022 foi disputada no dia 15 de dezembro de 2022, no Melbourne Sports and Aquatics Centre, em Melbourne, na Austrália.

## Recordes
Antes desta competição, os recordes mundiais e do campeonato nesta prova eram os seguintes:
|                       | Nome            | Nacionalidade | Tempo   | Local | Data                  |
| --------------------- | --------------- | ------------- | ------- | ----- | --------------------- |
| Recorde mundial       | Mireia Belmonte | Espanha       | 1:59.61 | Doha  | 3 de dezembro de 2014 |
| Recorde do campeonato | Mireia Belmonte | Espanha       | 1:59.61 | Doha  | 3 de dezembro de 2014 |

## Medalhistas
| Ouro                | Prata                 | Bronze                  |
| Dakota Luther (USA) | Hali Flickinger (USA) | Elizabeth Dekkers (AUS) |

## Cronograma
Todos os horários são locais (UTC+11). 
| Data           | Hora  | Evento        |
| -------------- | ----- | ------------- |
| 15 de dezembro | 11:31 | Eliminatórias |
| 15 de dezembro | 20:14 | Final         |

## Resultados

### Eliminatórias
As eliminatórias ocorreram no dia 15 de dezembro com início às 11:31.
| Colocação | Bateria | Raia | Nadadora              | Nacionalidade        | Tempo   | Notas            |
| --------- | ------- | ---- | --------------------- | -------------------- | ------- | ---------------- |
| 1         | 4       | 2    | Dakota Luther         | Estados Unidos       | 2:03.73 | Q                |
| 2         | 3       | 4    | Hali Flickinger       | Estados Unidos       | 2:04.66 | Q                |
| 3         | 2       | 5    | Helena Rosendahl Bach | Dinamarca            | 2:05.09 | Q                |
| 4         | 3       | 3    | Laura Lahtinen        | Finlândia            | 2:05.13 | Q,               |
| 5         | 2       | 4    | Airi Mitsui           | Japão                | 2:05.27 | Q                |
| 6         | 4       | 5    | Karin Uchida          | Japão                | 2:05.38 | Q                |
| 7         | 4       | 6    | Elizabeth Dekkers     | Austrália            | 2:05.41 | Q                |
| 8         | 3       | 5    | Lana Pudar            | Bósnia e Herzegovina | 2:05.87 | Q                |
| 9         | 2       | 6    | Laura Taylor          | Austrália            | 2:05.94 |                  |
| 10        | 4       | 3    | Ilaria Cusinato       | Itália               | 2:06.01 |                  |
| 11        | 2       | 2    | Amina Kajtaz          | Croácia              | 2:06.90 | Recorde nacional |
| 12        | 4       | 4    | Zhang Yifan           | China                | 2:07.05 |                  |
| 13        | 3       | 6    | Zsuzsanna Jakabos     | Hungria              | 2:07.08 |                  |
| 14        | 2       | 3    | Katerine Savard       | Canadá               | 2:08.51 |                  |
| 15        | 4       | 7    | Nida Eliz Üstündağ    | Turquia              | 2:09.14 |                  |
| 16        | 3       | 2    | Giovanna Diamante     | Brasil               | 2:09.60 |                  |
| 17        | 2       | 1    | Dakota Tucker         | África do Sul        | 2:11.34 |                  |
| 18        | 1       | 5    | Krystal Lara          | República Dominicana | 2:11.43 | Recorde nacional |
| 19        | 3       | 7    | Zora Ripková          | Eslováquia           | 2:11.72 |                  |
| 20        | 3       | 1    | Luana Alonso          | Paraguai             | 2:12.19 | Recorde nacional |
| 21        | 4       | 1    | Anja Crevar           | Sérvia               | 2:12.43 |                  |
| 22        | 4       | 8    | Yeung Hoi Ching       | Hong Kong            | 2:12.57 |                  |
| 23        | 2       | 7    | María Fe Muñoz        | Peru                 | 2:16.82 |                  |
| 24        | 1       | 3    | Amaya Bollinger       | Guam                 | 2:35.87 |                  |
| 25        | 1       | 4    | Esme Paterson         | Nova Zelândia        | DSQ     | DSQ              |

### Final
A final foi realizada no dia 15 de dezembro com início às 20:14.
| Colocação         | Raia | Nadadora              | Nacionalidade        | Tempo   | Notas |
| ----------------- | ---- | --------------------- | -------------------- | ------- | ----- |
| Medalha de ouro   | 4    | Dakota Luther         | Estados Unidos       | 2:03.37 |       |
| Medalha de prata  | 5    | Hali Flickinger       | Estados Unidos       | 2:03.78 |       |
| Medalha de bronze | 1    | Elizabeth Dekkers     | Austrália            | 2:03.94 |       |
| 4                 | 3    | Helena Rosendahl Bach | Dinamarca            | 2:04.41 |       |
| 5                 | 8    | Lana Pudar            | Bósnia e Herzegovina | 2:05.23 |       |
| 6                 | 2    | Airi Mitsui           | Japão                | 2:05.40 |       |
| 7                 | 7    | Karin Uchida          | Japão                | 2:05.51 |       |
| 8                 | 6    | Laura Lahtinen        | Finlândia            | 2:06.48 |       |

Legenda
| Recorde mundial       | Recorde mundial (World record)               |                       | Recorde africano                      | Recorde africano (African) |                                           | Q | Classificado por posição (Qualified) |
| Recorde do campeonato | Recorde do campeonato (Championship record)  | Recorde da América    | Recorde da América (Americas)         | q                          | Classificado por melhor tempo (Qualified) |   |                                      |
| Melhor marca do ano   | Melhor marca do ano (World leading)          | Recorde asiático      | Recorde asiático (Asian)              | DNS                        | Não largou (Did not start)                |   |                                      |
| Recorde nacional      | Recorde nacional (National record)           | Recorde europeu       | Recorde europeu (European)            | DNF                        | Não terminou (Did not finish)             |   |                                      |
| Recorde pessoal       | Recorde pessoal do atleta (Personal best)    | Recorde da Oceania    | Recorde da Oceania (Oceania)          | DSQ / DQ                   | Desclassificado (Disqualified)            |   |                                      |
| Recorde da temporada  | Recorde da temporada do atleta (Season best) | Recorde sul-americano | Recorde sul-americano (South America) | NM                         | Sem marca (No mark)                       |   |                                      |